# Careva ćuprija
Careva ćuprija ili Carev most nalazi se u Sarajevu i premošćuje rijeku Miljacku, kraj Careve džamije. Na popisu je Nacionalnih spomenika Bosne i Hercegovine.
Prvotni most sagradio je plemić Isa-beg Isaković, u 15. stoljeću, ali je srušen 1619. u poplavi. Nakon toga Hadži Husein beg Haračić je sagradio kameni most s tri stupa i četiri luka na istom mjestu, a zbog oštećenja kojeg je prouzrokovala Miljacka most je rekonstruirao Hadži Mustafa Bešlija 1792. godine.
U vrijeme Austro-Ugarske vladavine, most je opet srušen zbog izrazito lošeg stanja pa je ponovno sagrađen 1897. godine u istom stilu kao i prvotni most koji se tu nalazio.

## Vanjske poveznice
- informativni portal